# Václav Štáfek
Václav Štáfek (* 21. října 1923) byl český a československý politik Komunistické strany Československa, poúnorový poslanec Národního shromáždění ČSSR a poslanec Sněmovny lidu a Sněmovny národů Federálního shromáždění za normalizace.

## Biografie
Ve volbách roku 1964 byl zvolen za KSČ do Národního shromáždění ČSSR za Středočeský kraj. V Národním shromáždění zasedal až do konce volebního období parlamentu v roce 1968.
K roku 1968 se zmiňuje coby předseda JZD z volebního obvodu Kladno-jih. K roku 1975 se uvádí coby vedoucí tajemník Okresního výboru KSČ Kladno. Odhaloval tehdy pamětní desku jiné komunistické poslankyni Rozálii Hajníkové.
Po federalizaci Československa usedl roku 1969 do Sněmovny lidu Federálního shromáždění (volební obvod Kladno-jih). Ve volbách v roce 1971 přešel do Sněmovny národů. Mandát v ní obhájil ve volbách v roce 1976, volbách v roce 1981 a volbách v roce 1986. Zastával i post místopředsedy Sněmovny národů. Ve Federálním shromáždění setrval do ledna 1990, kdy rezignoval na poslanecký post v rámci procesu kooptace do Federálního shromáždění po sametové revoluci.
Ještě v září 2009 jako „důchodce a dlouholetý člen KSČ z okresu Kladno“ pozitivně vzpomínal v komunistickém tisku Dialog na předlistopadové fungování zemědělství.